# Hugo Kemp
Hugo Kemp is een Surinaams dammer.

## Biografie
Hugo Kemp werd rond 1936/1937 geboren. In 1969 deed hij in de damsport van zich spreken toen hij op een toernooi van NAKS bij de gastspeler Ton Sijbrands een remise wist af te dwingen. Sijbrands bevond zich in die jaren op zijn hoogtepunt en was Nederlands en Europees kampioen. Kemp bereikte tijdens dit toernooi de derde plaats, achter Sijbrands en Ramdeo Ramcharan.
Het jaar erna deed hij mee aan het Surinaams kampioenschap dammen en daar werd hij uiteindelijk na een overwinning op G. Panchoe landskampioen. Hierna werd hij ook afgevaardigd naar internationale toernooien, zoals het Turkstra-toernooi en het PNHDB-Suikertoernooi, beide in Nederland. Een jaar later werd hij samen met Franklin Waldring tweede tijdens het Sijbrands-invitatietoernooi in Paramaribo. In 1972 werd hij opnieuw afgevaardigd naar het Suikertoernooi in Nederland en bereikte daar samen met Nikhila Nikhilananda en Cor Benjamens een gedeelde derde plaats.
In 1980 bereikte hij de derde plaats op het Fernandes-toernooi, waaraan ook de Amerikaanse topspeler Iser Koeperman deelnam, en in 1987 werd hij 7e tijdens het Pan-Amerikaans kampioenschap. Aanvankelijk zou hij niet meespelen tjidens het wereldkampioenschap van 1988 dat in Paramaribo werd gehouden. Tijdens de loting bleek echter dat Manima N'Diaye uit Mali niet was aangereisd en deed hij onverwacht toch mee. Tot 2014 was hij aanwezig tijdens een groot aantal nationale kampioenschappen, evenals op andere toernooien zoals het Roethof Open en Srefidensi Open.
Hugo Kemp draagt bij de FMJD de titel Federatiemeester (MF).

## Palmares
Hij speelde tijdens de volgende internationale kampioenschappen of bereikte bij de andere wedstrijden het podium:
| Jaar | plaats | kampioenschap                                         |
| ---- | ------ | ----------------------------------------------------- |
| 1969 | Brons  | NAKS-toernooi, Paramaribo                             |
| 1970 | Goud   | Surinaams kampioenschap                               |
| 1970 | 7e     | PNHDB-Suikertoernooi, Noord-Holland                   |
| 1971 | 2e     | Ton Sijbrands-invitatietoernooi, Paramaribo           |
| 1972 | Brons  | PNHDB-Suikertoernooi, Noord-Holland                   |
| 1980 | Brons  | Fernandes                                             |
| 1987 | 7e     | Pan-Amerikaans kampioenschap, Amparo, Brazilië        |
| 1988 | 16e    | Wereldkampioenschap dammen 1988, Paramaribo. Suriname |